# Josep Moratalla i Martínez
Josep Moratalla i Martínez (Motilla del Palancar, la Manchuela, Conca, 2 de juliol de 1918 - Barcelona, 3 de novembre del 2017) fou un polític, destacat líder del moviment veïnal de la ciutat de Barcelona, maçó i autodidacta. De jove va ser un esportista de lluita grecoromana.

## Biografia
Comença a estudiar a l'escola municipal però als 9 anys comença a treballar a la fàbrica de xocolata del seu avi. Quan aquest mor, arran de discrepàncies per l'herencia el pare d'en Josep emigra a Barcelona en temps de la dictadura de Primo de Rivera però un cop passada l'Exposició Internacional de Barcelona de 1929 de feina n'hi havia poca. El juny de 1931, ja proclamada la II República, Josep Moratalla treballa, com a aprenent en una impremta. Freqüenta ambients llibertaris, estudia esperanto a l'Akademio Laborista Esperanto de Sants. Deriva cap al marxisme i ingressa al Bloc Obrer i Camperol (BOC) que esdevindrà més endavant el Partit Obrer d'Unificació Marxista (POUM) formació anti-estalinista.
A conseqüència de l'aixecament militar l'agost del 1936 Moratalla s'allista a les milícies del POUM i se'n va cap al front d'Aragó. Allà rep ferides lleus. Arran de la derrota s'ha d'exiliar i estarà als camp de concentració d'Argelers i Sant Cebrià de Rosselló. Per tal de millorar la seva situació s'apunta a la Companyia de Treballadors de Brest, a la Bretanya però l'ocupació alemanya per l'esclat de la Segona Guerra Mundial l'obliga a fugir a Baiona on s'enamora d'una militant del Partit Comunista i, davant de l'avenç nazi se'n va a la França no ocupada abandonant aquella dona.
Cansat, pren la greu decisió de tornar a l'Espanya de Franco. A la frontera és detingut. Té sort i al cap de poc temps abandona la presó però ha de complir el servei militar una altra vegada. Torna a Barcelona. Malgrat les dificultats de la postguerra troba feina en una fàbrica de sabó. Participà en la reconstrucció del POUM en la clandestinat. Ingressa en una logia maçònica però l'any 1954 és detingut acusat de maçó. És jutjat i condemnat a 6 anys i un dia de presó. Va muntar una adrogueria al barri de Sant Andreu del Palomar, la qual cosa li permetia certa llibertat de moviments encara que es prenia molt seriosament la seva activitat que li garantia una font d'ingressos.
A finals dels anys seixanta participa en la Comissió de Barri que serà l'origen l'Associació de Veïns de Sant Andreu de Palomar de la qual serà un dels fundadors (1971) i on va impulsar la publicació Sant Andreu de Cap a Peus. Torna a militar però en les files del socialisme democràtic. Membre de Convergència Socialista de Catalunya que serà una de les formacions que unificarà el socialisme català amb la creació del PSC, essent un dels seus líders més veterans juntament amb Miquel Casablancas i Juanicó. Per primer cop a la història de Catalunya, el socialisme serà el partit hegemònic en unes eleccions generals. De 1980 a 1991, Josep Moratalla va ser conseller de Cultura, Participació Ciutadana i Gent Gran del districte de Sant Andreu, i també va ocupar la vicepresidència del Consell del Districte. És fundador, també, de l'Associació de Defensa de la Gent Gran (ADEGG). El 1995, per un Jurat Popular rep la Creu de Sant Andreu del districte i l'any 2001 la Medalla d'Honor de Barcelona. Ha estat president honorífic del Premi d'Arts Visuals Miquel Casablancas.
La seva llum s'apagà el 3 de novembre de 2017, a Barcelona, als 99 anys.